# Luis de Fuentes y de la Cerda
Luis de Fuentes y de la Cerda (Santiago de Guatemala c. 1570s - Santiago de Guatemala siglo XVII) era descendiente de los señores de Fuentes y nieto del conquistador Álvaro de Paz, que se desempeñó como regidor del cabildo de Santiago de Guatemala y como alcalde mayor interino de San Salvador.

## Biografía
Luis de Fuentes y de la Cerda nacería por la década de 1570s en la ciudad de Santiago de Guatemala como hijo de Diego de Fuentes y de la Cerda (originario de Sevilla y descendiente de los señores de Fuentes, que había llegado a Guatemala en 1567 y que se desempeñó como regidor de Santiago de Guatemala)
y de Jerónima de Paz y Quiñones (hija del conquistador Álvaro de Paz).
Siendo muy joven fue agraciado con el nombramiento de regidor del cabildo de Santiago de Guatemala, pero debido a que no tenía la mayoría de edad no fue admitido. Posteriormente fue corregidor del valle de Guatemala y en 1593 aparece como regidor del cabildo de Santiago de Guatemala.
El 16 de enero de 1593, por real cédula del rey Felipe II, sería nombrado alcalde mayor interino de San Salvador y juez de residencia del anterior alcalde mayor Pedro Girón de Alvarado; ejercería dicho cargo hasta fines de ese año de 1593.
Luego de finalizar su mandato de alcalde mayor se trasladó a Santiago de Guatemala, en donde el 19 de octubre de 1595 -por real provisión dada por el rey Felipe II- es nombrado depositario general a perpetuidad (es decir para toda la vida) del cabildo de Santiago de Guatemala.
Se tiene información de que el 22 de febrero de 1596 se estaban haciendo medidas y amojonamiento de ciertas tierras que poseía cerca del barrio de San Juan Gascón de Santiago de Guatemala, en el camino hacia Petapa; siendo esto lo último que se conoce de él, probablemente fallecería ya entrado el siglo XVII.